# Maria Santissima di Gerusalemme
Maria Santissima di Gerusalemme è, insieme a San Secondino, uno dei due patroni di Bellona. La particolarità di questa rappresentazione della Madonna è la presenza della Croce nella mano sinistra. I festeggiamenti in suo onore sono collocati nel periodi di Pasqua e hanno il loro culmine nel martedì in Albis.

## Origini del culto e del nome
I primi elementi del culto di Maria Santissima di Gerusalemme possono individuarsi già alla fine dell'XI secolo.
Erano i tempi della prima crociata e la cristianità intera era pervasa dal mistico ardore di liberare Gerusalemme e la Terra santa. Il normanno Riccardo II, principe di Capua, non poté unirsi nell'anno 1096 agli altri principi cristiani in marcia verso Gerusalemme perché trattenuto in patria a causa dell'assedio che Landone, conte di Teano, aveva posto alla città di Capua.
Rotto l'assedio e vinta la guerra, Riccardo II volle erigere sulla cima del Monte Rageto (il cui nome significa monte sgorgante acqua) una chiesa che egli volle intitolare Sancta Jerusalem, in onore della città la cui liberazione era stata lo scopo principale della prima crociata alla quale, suo malgrado, non aveva potuto prendere parte.

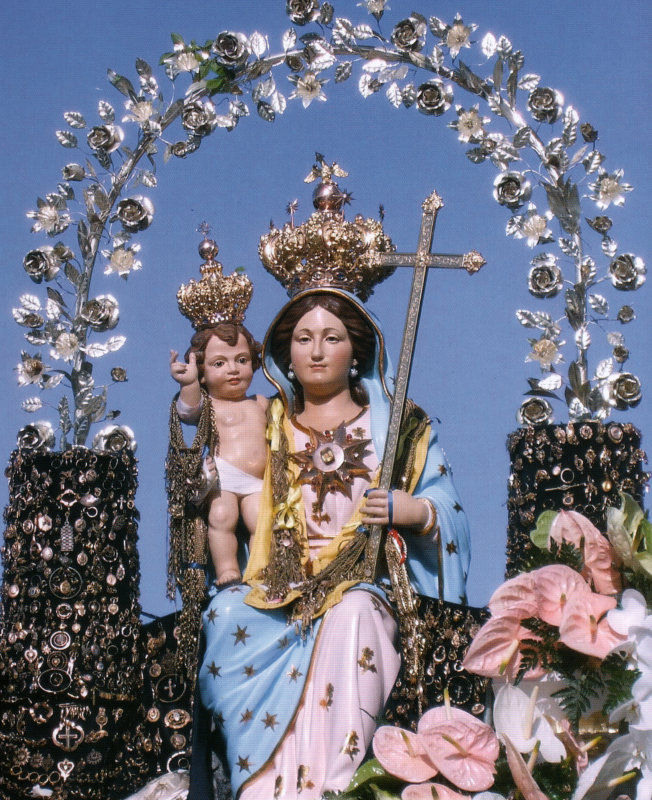
Foto della statua bellonese di Maria Santissima di Gerusalemme durante una processione in anni recenti

Trascorsero più di quattro secoli e la chiesa, ormai abbandonata, sarebbe andata sicuramente in rovina se nel 1419 il bellonese Priamo Marra non avesse pensato di restaurarla. In quella occasione, sulla parete sinistra della cappella, fu per suo volere dipinta una Madonna che con il braccio destro sosteneva un bambino sulle ginocchia di Lei e con il braccio sinistro teneva, a mo' di bandiera, una lunga croce.
Quella immagine, alla quale originariamente non venne dato alcun nome, era destinata ad assumere, un secolo dopo, il nome di Maria Santissima di Gerusalemme.
Dopo l'avvenuta restaurazione, la cappella ricadde di nuovo nell'oblio, soprattutto a causa dei tempi che seguirono, caratterizzati da tumulti e guerre che devastarono proprio il territorio campano: la discesa di Carlo VIII in Italia, il conflitto tra Alfonso d'Aragona e Renato d'Angiò, eccetera.
Secondo la storia, nel 1534, l'immagine dipinta sul Monte Rageto comparve più volte in sonno a tale Antonia Fusco di Bellona che la fantasia popolare vuole pastorella di mestiere, indicandole il punto 

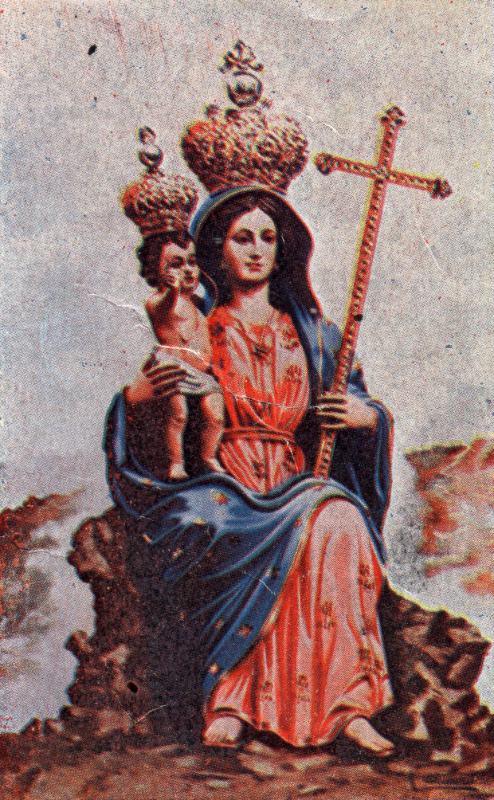
Immagine di Maria Santissima di Gerusalemme tratta dal dipinto dell'Artista bellonese Andrea Olivieri

ove sul monte Rageto – coperta di rovi e di spine – si trovava sepolta la chiesetta.
Il ritrovamento della chiesetta e dell'immagine fatta dipingere da Priamo Marra suscitò un incontenibile entusiasmo di fede, al punto tale che il monte Rageto divenne meta di numerosissimi pellegrinaggi. E fu in tali circostanze che i pellegrini cominciarono a chiamare quell'immagine Sancta Maria de Jerusalem, che è il nome che ancora oggi la Madonna conserva. Contemporaneamente anche il monte Rageto venne, da allora, chiamato monte di Gerusalemme, o nel gergo popolare "Monte Salemme".
Nel giro di pochi anni, il culto di Maria Santissima di Gerusalemme assunse una fama tale da richiamare verso Bellona e il monte Rageto numerosissimi pellegrini. Per l'importanza assunta dal culto, il martedì in albis del 23 aprile 1549 fu organizzata a Bellona la prima processione di ascesa verso il monte Rageto, alla quale partecipò un grande numero di fedeli provenienti, oltre che da Capua e tutti i suoi casali, anche da luoghi più remoti. La fama del culto richiamò un cospicuo numero di donazioni che permisero la costruzione di un convento, ultimato, dopo alcuni decenni, nel 1607.  
Nel 1805, per volere dei cittadini bellonesi, venne commissionata la realizzazione di una statua raffigurante l'antica immagine medievale, venerata ormai da secoli. La statua fu completata ed accolta a Bellona nel 1806 con una processione solenne che partì da Capua. Si stabilì che il martedì in albis, la statua, dopo una lunga processione per tutte le strade e i vicoli di Bellona, fosse portata nella sua sede fissa nella chiesa sul Monte Rageto. Come da accordo, ogni anno in prossimità della Pasqua la statua sarebbe stata trasferita nell'Arcipretura di Bellona e il martedì in albis, dopo la processione in paese, sarebbe stata riportata sul monte. 
Nel 1810, dopo la chiusura del Convento sul Monte Rageto, la statua fu accolta definitivamente nell'Arcipretura di Bellona. 

## La Festa Oggi
Oggigiorno, la festa ha assunto un ruolo che va oltre il semplice carattere devozionale e religioso. L'occasione della festa è un appuntamento per i bellonesi emigranti per ritrovarsi nella loro cittadina natale.
Durante i giorni di festa tutte le strade vengono illuminate con archi di luminarie e si susseguono, in diverse piazze cittadine, spettacoli di musica leggera, musica classica e cabaret che tentano di soddisfare i gusti di tutte le fasce di età.
Il martedì in Albis la sacra immagine di Maria Santissima di Gerusalemme viene portata in processione in ogni singola strada della città, senza escludere nemmeno i vicoli più stretti. La statua, disposta su di un maestoso carro, viene trasportata a spalla dagli Accollatori, costituiti in associazione, ed è accompagnata da concerti bandistici di fama nazionale, da diverse associazioni cattoliche e da molti fedeli. Il carro, durante il suo tragitto, viene fermato e, poi, rivolto verso tutte le case in cui risiede un infermo, affinché la Vergine Maria ponga il suo sguardo su di lui. Le contrade cittadine offrono alla Madonna batterie pirotecniche che contribuiscono, con i loro boati, a creare un'atmosfera di festa per tutta la giornata. Alcune di queste batterie sono diventate talmente tradizionali da portare addirittura il nome di coloro che le offrono (p. es. è famosa quella dei Tabaccari), permettendo, così, implicitamente di individuare la posizione della processione.
Tutta la giornata della processione è scandita da appuntamenti fissi, che tutti i bellonesi che praticano di più la funzione della processione conoscono benissimo. Tra questi momenti vanno ricordati:
- L'inizio della processione: è accompagnato da fuochi pirotecnici.
- Il Piave: viene intonato come ringraziamento, presso un portone in via Giolitti dove l'immagine sacra (e relativo carro), a causa della pioggia, sostò l'intera notte del Martedì in Albis dell'anno 1979. La processione riprese il giorno seguente. Tale sito fu scelto, evidentemente, per motivi di dimensione e di opportunità. La scelta de Il Piave come ringraziamento è sconosciuta.
- le 54 bombe: vengono esplose presso l'ossario-mausoleo dei 54 martiri di Bellona, in ricordo di questi caduti;
- Il Volo dell'Angelo: un bambino viene calato dall'alto, mediante delle corde e un sistema di carrucole, fin sopra il carro, dove legge una preghiera
- Il rientro in Chiesa: accompagnato dagli applausi dei fedeli e uno spettacolo pirotecnico.